# 360 î.Hr.

## Nașteri
- dată necunoscută: Demetrius din Falera om de stat și filosof atenian (d. 283 î.Hr.)
- dată necunoscută: Autolycos din Pitana matematician grec (d. 290 î.Hr.)